# 土田酒造
土田酒造（つちだしゅぞう）は、群馬県利根郡川場村にある日本酒の酒造会社。

## 概要
- 1907年（明治40年）創業で、銘柄名は『誉國光』（我が国が誉れ高く、光り輝くように）。
- 仕込み水は武尊山からの伏流水。
- 酒蔵見学が可能[1]。

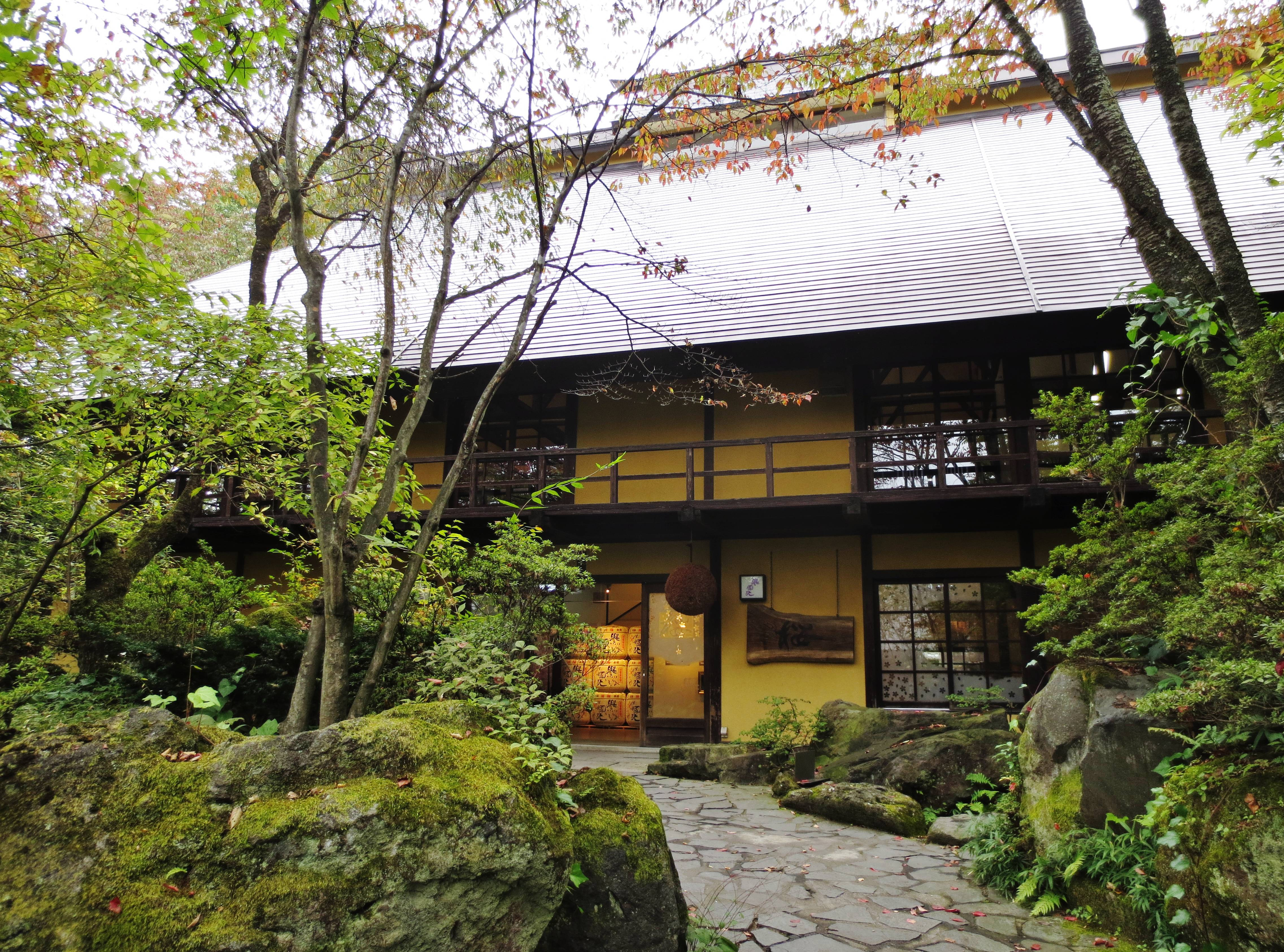
食事処「桜」 軒下には杉玉が吊されている。
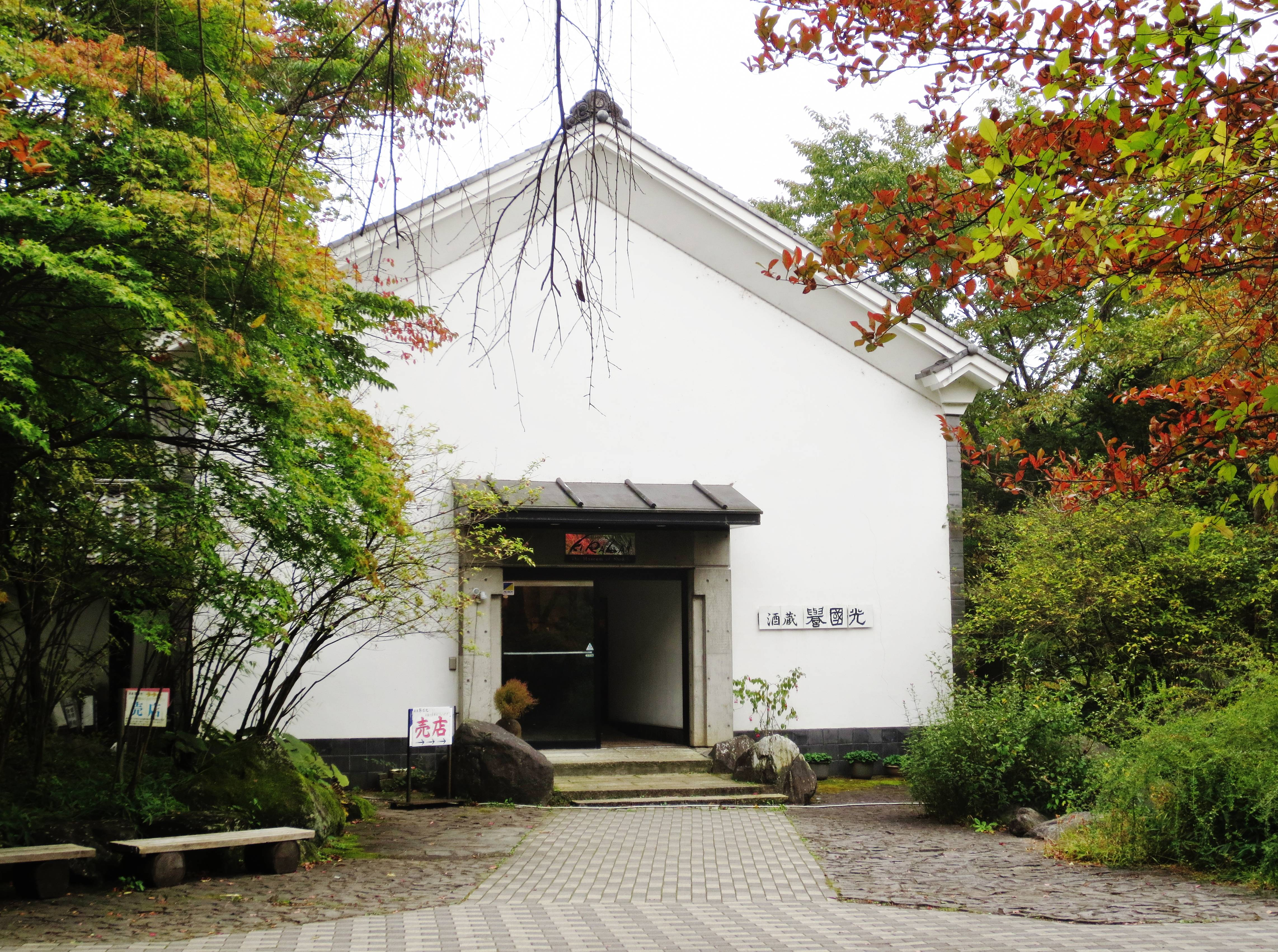
売店

## 沿革
- 1907年（明治40年）- 創業（創業者は新潟県出身）[2]。
- 1992年（平成4年）- 沼田市より、現在地に移転。
- 2008年（平成20年）- 10月1日、株式会社に変更。土田佑士（6代目当主:杜氏）が新社長に就任。

## 銘柄
- 譽國光純米大吟醸
- 譽國光名入れ大吟醸
- 譽國光純米酒
  - 特別純米原酒『本多義光』[3][4][5]
- 特別本醸造本生原酒 零
  - 『ぐんまちゃん』
- 日本酒仕込み梅酒
- にごり酒雪
- 日本酒仕込みの柚子酒
- 誉国光酒粕
- 誉国光尾瀬の清水

## 受賞歴
- 2010年 （平成22年）- 群馬県優等賞、全国新酒鑑評会入賞、モンドセレクション金賞[6]。
- 2009年 （平成21年）-　全国入賞、関東信越入賞、モンドセレクション金賞。
- 2008年 （平成20年）-　群馬県優等賞、全国入賞、関東信越入賞。
- 2007年 （平成19年）-　群馬県優等賞、関東信越入賞。
- 2006年 （平成18年）-　群馬県優等賞。
- 2005年 （平成17年）-　群馬県優等賞・総代、関東信越入賞。
- 2004年 （平成16年）-　群馬県優等賞、関東信越入賞。
- 2003年 （平成15年）-　群馬県優等賞、全国入賞、関東信越入賞。
- 2002年 （平成14年）-　群馬県優等賞、関東信越入賞。
- 2001年 （平成13年）-　群馬県優等賞、全国金賞、関東信越入賞。

## アクセス
- 乗用車 
  - 関越自動車道「沼田IC」から、県道64号経由で約15分。
  - 国道17号「下川田町」信号から、国道120号・県道64号経由で約30分。
- 鉄道 
  - 上越新幹線「上毛高原駅」からタクシーで約30分。
  - 「上毛高原駅」から関越交通バスで、沼田駅での乗り換えで約80分。
  - 上越線「沼田駅」、4番バスのりばから川場循環バス[7]下車の立岩先周りで約40分、生品先回りで約60分、「下宿(川場村)」下車。
- 高速バス 
  - 群馬大学附属病院・群馬県庁などから関越交通高速バス「アップル号」[8]で沼田市の「市営住宅入口」バス停下車、川場循環線で「下宿(川場村)」下車。